# شهرستان مودیه
ناحیهٔ مودیه (به عربی: مدیریة مودیة) یک ناحیه در یمن است که در استان ابین واقع شده‌است.
ناحیهٔ مودیه ۳۴٬۸۷۹ نفر جمعیت دارد.